# Naro-1
Naro-1 (pierwotna nazwa Korea Space Launch Vehicle lub KSLV) – pierwsza południowokoreańska rakieta nośna. Swój pierwszy, nieudany start wykonała 25 sierpnia 2009 roku. Zbudowana przez Koreański Instytut Badań Kosmicznych, narodową agencję kosmiczną Republiki Korei, oraz Korean Air. Pierwszy stopień rakiety dostarczany jest przez zakłady im. Chruniczewa z Rosji. Rakieta odbyła trzy starty z południowokoreańskiego kosmodromu Centrum Kosmicznego Naro, dwa pierwsze zakończone niepowodzeniem, zaś ostatni szczęśliwie wyniósł satelitę na orbitę. Oficjalna nazwa pierwszej rakiety Naro pochodzi od nazwy regionu, w którym położone jest centrum kosmiczne.
Rakieta Naro-1 oparta jest na pierwszym stopniu rosyjskiej rakiety Angara połączonym z koreańskim drugim stopniem na paliwo stałe. W odróżnieniu do Angary, pierwszy człon jako napęd wykorzystuje silnik RD-151, odmianę silnika RD-191 o słabszej sile ciągu.

## Wykaz startów
| L.p. | Wersja | Data startu                       | Miejsce startu         | Ładunek  | Wynik próby | Uwagi                                                         |
| ---- | ------ | --------------------------------- | ---------------------- | -------- | ----------- | ------------------------------------------------------------- |
| 1    | Naro-1 | 2009-08-25 08:00 UTC (17:00 KST)  | Centrum Kosmiczne Naro | STSAT-2A | Nieudany    | Nie oddzieliła się osłona satelity, który nie osiągnął orbity |
| 2    | Naro-1 | 2010-06-10, 08:01 UTC (17:01 KST) | Centrum Kosmiczne Naro | STSAT-2B | Nieudany    | Kontakt utracony 137 s po starcie                             |
| 3    | Naro-1 | 2013-01-30, 07:00 UTC (16:00 KST) | Centrum Kosmiczne Naro | STSAT-2C | Udany       |                                                               |